# Avenue Diagonale
Pour les articles homonymes, voir Diagonale (homonymie).
L’avenue Diagonale (nom officiel en catalan avinguda Diagonal) est une avenue de Barcelone et l’une des principales artères de la ville. Elle a été imaginée par Ildefons Cerdà dans son plan d'extension de la ville (plan Cerdà) en tant que Gran Via Diagonal.
Malgré le caractère réticulaire de l'Eixample, Cerdà prévoit la construction de quelques voies spéciales qui ne suivent pas un plan en damier, mais qui le traversent en diagonale. C'est le cas de l'avenue diagonale, de l'avenue Méridienne, et de l'avenue du Parallèle. D'autres rues sont conçues en suivant le tracé des anciennes voies de communications avec les villages voisins. La Diagonale et la Méridienne forment ensemble une croix de saint André.
L'avenue Diagonale comme son nom l'indique traverse en diagonale toute la ville de Barcelone depuis sa limite avec la commune Esplugues de Llobregat jusqu'au Parc del Fòrum, dans un quartier connu sous le nom de Diagonal Mar. Le long de ses 11 km, l'avenue traverse d'autres axes importants comme le Passeig de Gràcia et le Passeig de Sant Joan. L'intersection de la diagonale avec la Gran Via de les Corts Catalanes et l'avenue Méridienne forme la place des Gloires catalanes qui avait été pensée par Cerdà comme le nouveau centre de la ville.
Autour de la Diagonale ont été construits des sièges d'organismes financiers, des centres commerciaux, d'importants édifices modernistes (Casa de les Punxes) et un campus. Dans le district des Corts, dans la zone haute de la diagonale, se trouve la nouvelle zone universitaire de l'Université de Barcelone et de l'Université polytechnique de Catalogne. L'avenue traverse également le district Sant Martí où se situe la faculté de communication. À la limite nord de l'avenue, sur Diagonal mar, un nouveau campus est en construction. Le palais royal de Pedralbes donne également sur la Diagonale.

## Noms

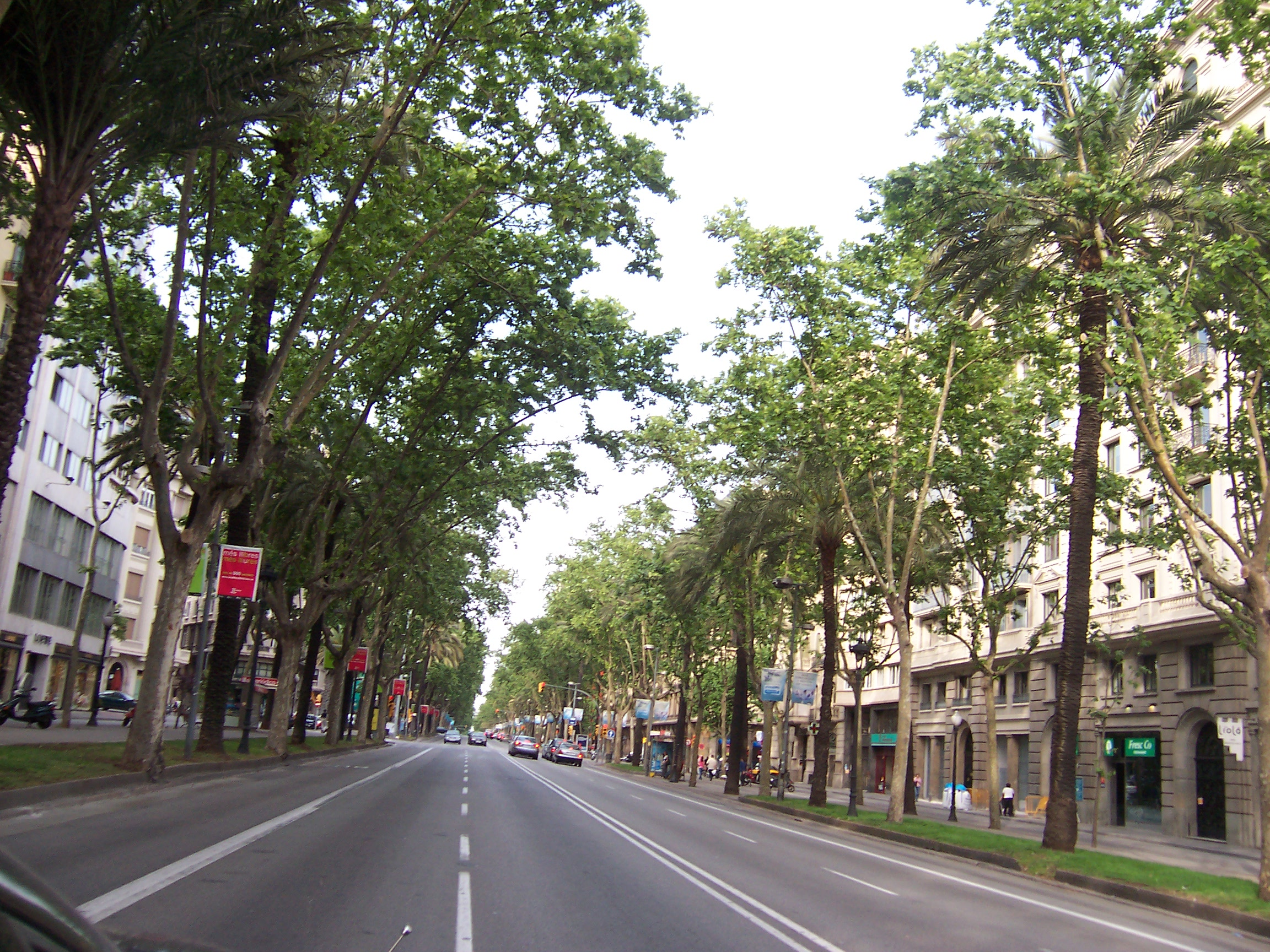
L'avenue Diagonale à Barcelone

Bien que le nom populaire ait toujours été avenue Diagonale, ce nom n'a pas toujours été officiel. Cet axe de communication a changé de nom au fil des changements politiques des XIXe siècle et le XXe siècle.
L'avenue a porté les noms suivants :
- Gran Via Diagonal : nom d'original donné par Ildefons Cerdà et Víctor Balaguer ;
- Avenue d'Argüelles : (1874) Nom donné en 1874, mais déjà attribué par la mairie de Gràcia ;
- Avenue de la Nationalité catalane : (1922) Mancomunitat de Catalunya ;
- Avenue Alphonse XIII : (1924) durant la dictature de Primo de Rivera, d'après le roi Alphonse XIII ;
- Avenue du 14 avril : (1931) d'après la date de proclamation de la République catalane, le 14 avril 1931 (durant la République) ;
- Gran Via Diagonal : (1939) nom provisoire imposé après la prise de Barcelone par les troupes fascistes pour supprimer les références à la République ;
- Avenue du Généralissime Francisco Franco : nom donné en 1939 et conservé pendant la dictature de Francisco Franco.
- Avenue Diagonale : son nom actuel, donné en 1979 après la Transition démocratique espagnole[1].

## Architecture

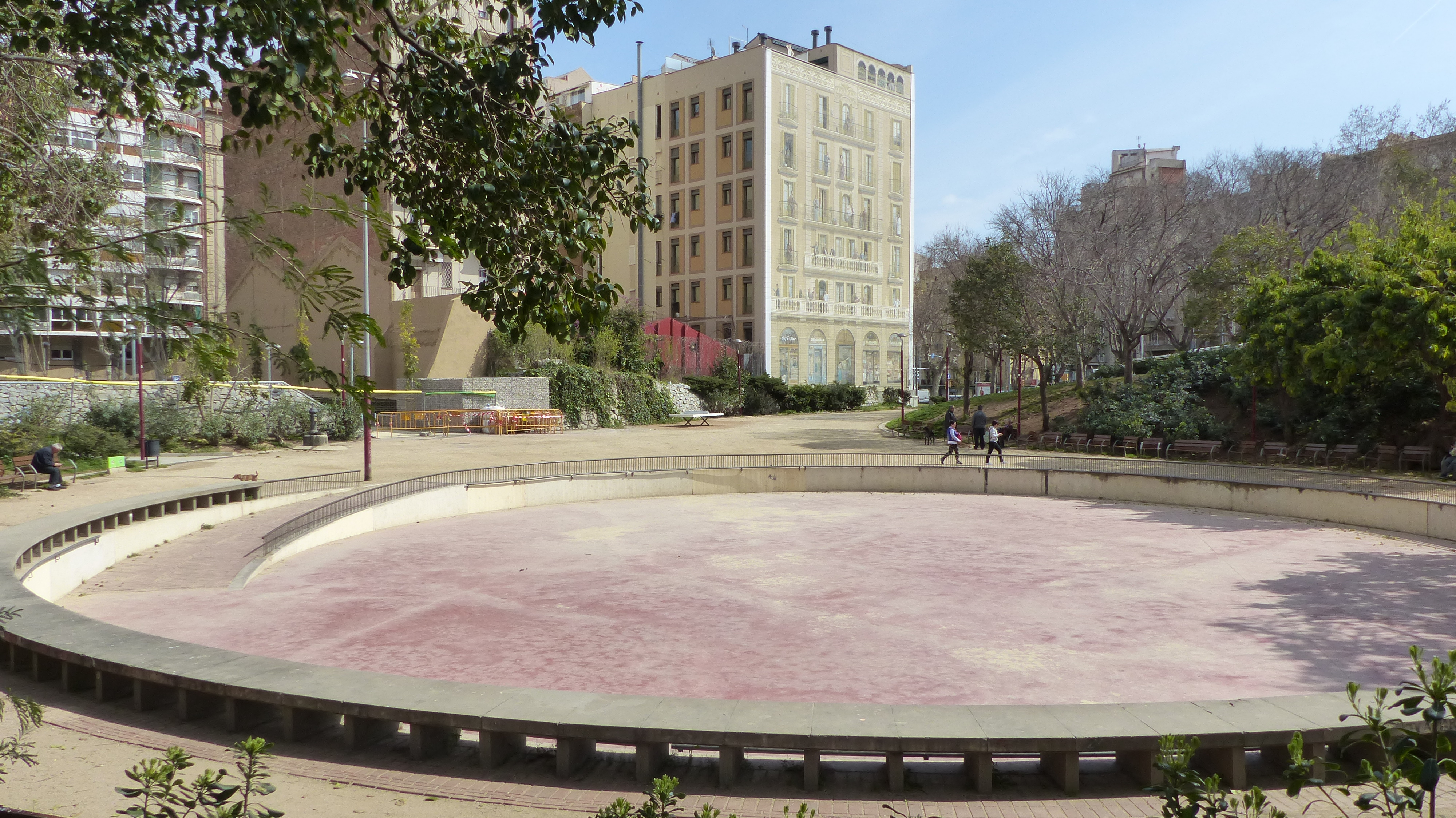
La place Pablo Neruda que longe l'Avenue Diagonale, avec au fond le mur peint Balcons de Barcelone.

Sur son trajet, l'avenue passe à côté d'un nombre important d'édifices, les plus importants sont :
- Casa Terrades - (1903-1905). Plus connue sous le nom de Casa de les Punxes, c'est le principal bâtiment conçu par Josep Puig i Cadafalch.
- Palais du baron de Quadras - (1904 - 1906). Œuvre de Josep Puig i Cadafalch, converti postérieurement en musée de la musique, puis aujourd'hui maison de l'Asie de Barcelone ;
- Casa Comalat - (1906-1911), de Salvador Valeri i Pupurull.
- Église des Carmes - (1909). Josep Domènech i Estapà de style Byzantin.
- Casa Serra - Josep Puig i Cadafalch, convertie en école, c'est aujourd'hui le siège de la députation de Barcelone ;
- Palais Pérez Samanillo, Siège aujourd'hui du cirque équestre ;
- Casa Montserrat (ou Casa Sayrach) - (1918)
- Palais royal de Pedralbes et ses jardins (1921), construit par Alphonse XIII ;
- Tour Glòries (2005). Conçue par Jean Nouvel sur la Plaça de les Glòries Catalanes.
- Musée du Design de Barcelone, œuvre d'Oriol Bohigas i Guardiola.

## Parcs et jardins
- Parc del Centre del Poblenou, œuvre de Jean Nouvel, dans le quartier du Poblenou, au n°130 de l'avenue;
- Parc del Fòrum, où l'avenue se termine au nord, sur la mer.

## Art public
- Dans le district de l'Eixample (au centre de l'avenue):

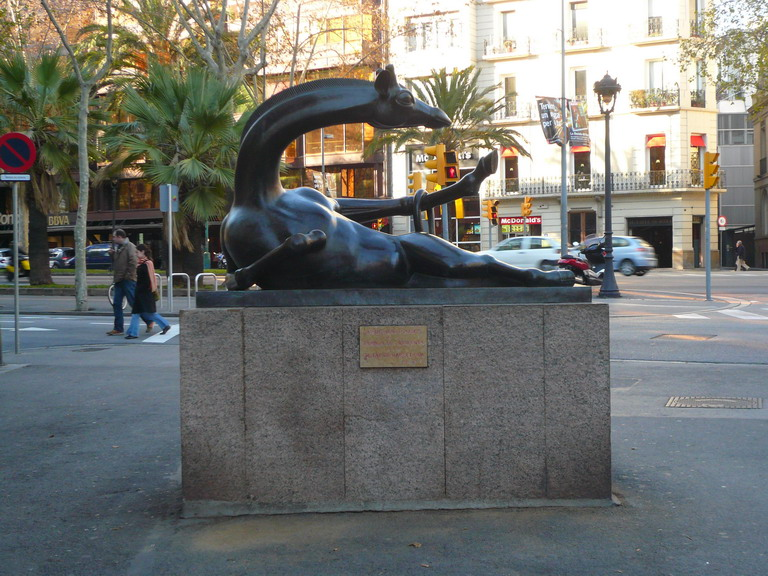
La Girafe coquette de Josep Granyer

  - La Girafe coquette, de Josep Granyer, à l'intersection avec le passeig de Gràcia.
- Dans le quartier de Diagonal Mar et Front Maritime du Poblenou  (au nord de l'avenue): 
  - Aquí hay tomate, installation artistique de la sculptrice Eulàlia Valldosera ;
  - Passatge courenc, de Cristina Iglesias ;
  - Sisena paret, de Tony Oursler ;
  - ' Fraternitat, de Miquel Navarro ;
  - Parapet aux exécutées et exécutés, mémorial du Camp de la Bota, de Francesc Abad (2019)[2].

## Enseignement et universités
- L'Université polytechnique de Catalogne, près de la section sud de l'avenue;
- Le Campus Diagonal UB de l'Université de Barcelone[3];
- L'École technique supérieure d'architecture de Barcelone, au n°649 de l'avenue.

## Commerces
L'avenue Diagonale de Barcelone est un axe commercial de la ville. On y trouve particulièrement des boutiques de haute couture et des bijouteries. On y trouve également de grands centres commerciaux, tels que :
- El Corte Inglés, deux centres (place de Francesc Macià et L'Illa) ;
- Pedralbes Centre ;
- L'Illa Diagonal ;
- Place des Gloires catalanes ;
- Centre commerciaux de Diagonal Mar.